# ویمور (نبراسکا)
ویمور(به انگلیسی: Wymore) شهری در ایالت نبراسکا کشور ایالات متحده آمریکا است که جمعیت آن در سرشماری سال ۲۰۱۰ میلادی، ۱٬۴۵۷ نفر بوده‌است.